# NKチャルダ
ノゴメトニ・クルブ・チャルダ・マルティアンツィ（スロベニア語: Nogometni Klub Čarda Martjanci, 英語: Čarda Martjanci Football Club）は、スロベニアの最北東端に位置するプレクムリェ地方の基礎自治体で、ムルスカ・ソボタとモラフスケ・トプリツェの間にあるマルティアンツィを本拠地とするサッカークラブである。2015-16シーズンはスロベニア・サードリーグ（3部）に所属している。1972年に創設された。

## タイトル

### 国内タイトル
- スロベニア・サードリーグ：1回
  - 2002-03

- スロベニア・フォースリーグ：1回
  - 2007-08

### 国際タイトル
なし